# Cardiophorellus
Cardiophorellus là một chi bọ cánh cứng trong họ 
Elateridae.
Chi này được miêu tả khoa học năm 1970 bởi Cobos.

## Các loài
Các loài trong chi này gồm:
- Cardiophorellus gracilicornis Cobos, 1970
- Cardiophorellus inermis Cobos, 1970